# وسترن پسیفیک
وسترن پسیفیک (انگلیسی: Western Pacific) شرکت ترابری ریلی آمریکایی است، که در سال ۱۹۰۳ تأسیس شد.